# Masters de Canadá 2005

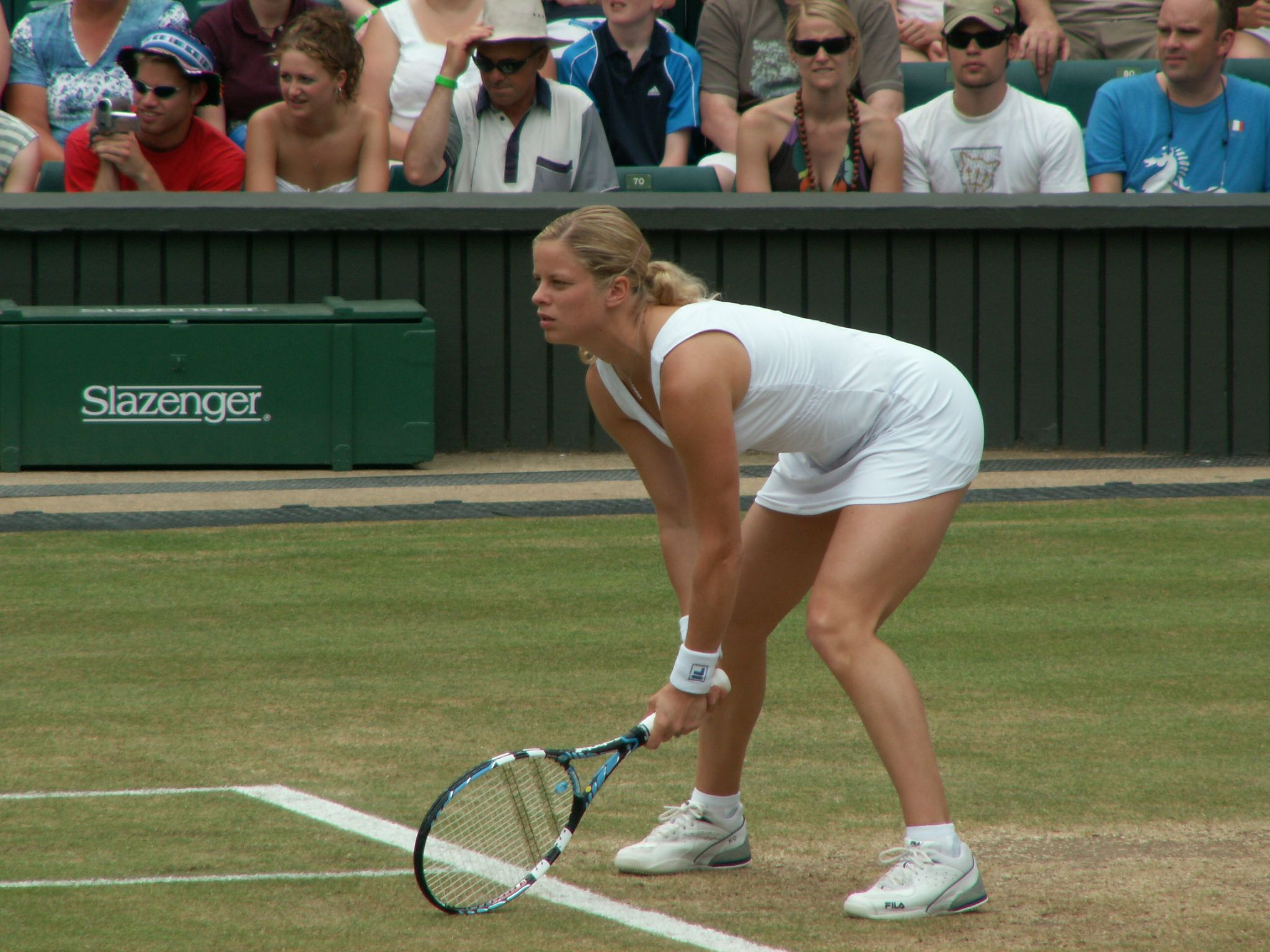
Kim Clijsters, ganadora del individual femenino

El Masters de Canadá 2005 (también conocido como Rogers Masters por razones de patrocinio) fue un torneo de tenis jugado sobre pista dura. Fue la edición número 116 de este torneo. El torneo masculino formó parte de los ATP World Tour Masters 1000 en la ATP. La versión masculina se celebró entre el 8 de agosto y el 14 de agosto de 2005.

## Campeones

### Individuales masculinos
Rafael Nadal vence a  Andre Agassi, 6–3, 4–6, 6–2.

### Dobles masculinos
Wayne Black /  Kevin Ullyett vencen a  Jonathan Erlich /  Andy Ram, 6–7(5), 6–3, 6–0.

### Individuales femeninos
Kim Clijsters vence a  Justine Henin, 7–5, 6–1.

### Dobles femeninos
Anna-Lena Grönefeld /  Martina Navratilova vencen a  Conchita Martínez /  Virginia Ruano Pascual, 5–7, 6–3, 6–4.